# Morti l'8 aprile
| Questa pagina contiene informazioni ricavate automaticamente dalle voci biografiche con l'ausilio del template Bio e di un bot. L'aggiornamento è periodico e automatico e ricostruisce completamente la pagina. Se manca una persona in questa lista, sei pregato di non aggiungerla, ma accertati piuttosto che la sua voce biografica contenga il template Bio e che i dati anagrafici siano correttamente compilati. Se il template Bio manca, inseriscilo tu stesso o, in alternativa, metti l'avviso {{tmp\|Bio}} che ne segnala la mancanza. Se i dati riportati sono sbagliati, correggi direttamente la voce biografica; le modifiche saranno visibili in questa lista entro pochi giorni. Per chiarimenti vedi il progetto biografie. La lista contiene solo le 546 persone che sono citate nell'enciclopedia e per le quali è stato implementato correttamente il template Bio. Pagina aggiornata al 17 ago 2025. |

## III secolo(1)
- 217 - Caracalla, imperatore romano (n. 188)

## V secolo(1)
- 450 - Amanzio di Como, vescovo e santo romano

## VII secolo(1)
- 632 - Cariberto II, sovrano

## IX secolo(1)
- 877 - Eccardo di Mâcon, conte

## XI secolo(2)
- 1060 - Baldwin di Salisburgo, arcivescovo cattolico tedesco
- 1099 - Walter di San Martino di Pontoise, abate e santo francese (n. 1030)

## XII secolo(5)
- 1109 - Nikita di Pečers'k, monaco cristiano, arcivescovo ortodosso e santo ucraino (n. 1030)
- 1143 - Giovanni II Comneno, imperatore bizantino (n. 1087)
- 1146 - Diepoldo III di Vohburg, nobile tedesco (n. 1075)
- 1196 - Canuto I di Svezia, re (n. 1150)
- 1200 - Adalberto III di Boemia, arcivescovo cattolico boemo (n. 1145)

## XIII secolo(2)
- 1257 - Margherita di Ginevra, nobildonna francese
- 1287 - Conte Casati, cardinale e giurista italiano

## XIV secolo(5)
- 1302 - Muhammad II al-Faqih, sultano
- 1311 - Botulf Botulfsson, svedese
- 1315 - Moroello Malaspina, condottiero e militare italiano
- 1322 - Margherita di Boemia, nobildonna boema (n. 1296)
- 1364 - Giovanni II di Francia, re francese (n. 1319)

## XV secolo(6)
- 1417 - Ulrico I di Meclemburgo-Stargard, duca
- 1450 - Sejong il Grande, re coreano (n. 1397)
- 1460 - Taddea Pio, nobildonna italiana
- 1461 - Georg von Peuerbach, astronomo e matematico austriaco (n. 1423)
- 1492 - Lorenzo de' Medici, politico, nobile e mecenate italiano (n. 1449)
- 1498 - Francesco Valori, politico italiano (n. 1438)

## XVI secolo(14)
- 1503 - Rinaldo d'Este, religioso e condottiero italiano (n. 1435)
- 1513 - Cosimo de' Pazzi, abate, arcivescovo cattolico e diplomatico italiano (n. 1466)
- 1515 - Anselmo da Bologna, religioso e diplomatico italiano
- 1541 - Fernando de Rojas, scrittore spagnolo (n. 1465)
- 1551 - Oda Nobuhide, militare giapponese (n. 1510)
- 1559 - Camillo Orsini, condottiero italiano (n. 1492)
- 1559 - Pietro Antonio Sanseverino, nobile italiano
- 1570 - Giovanni Battista Cicala, cardinale e vescovo cattolico italiano (n. 1510)
- 1570 - Tommaso Fazello, presbitero, storico e antiquario italiano (n. 1498)
- 1577 - Girolamo da Paradisoni, religioso italiano (n. 1525)
- 1578 - Akai Naomasa, militare giapponese (n. 1529)
- 1586 - Martin Chemnitz, teologo e religioso tedesco (n. 1522)
- 1587 - John Foxe, teologo e storico britannico (n. 1516)
- 1595 - Enrico I di Orléans-Longueville, nobile francese (n. 1568)

## XVII secolo(19)
- 1606 - Giuliano di Sant'Agostino, francescano spagnolo
- 1606 - Carlo II di Hohenzollern-Sigmaringen, nobile (n. 1547)
- 1608 - Magdalen Dacre, nobildonna inglese (n. 1538)
- 1610 - Leonard Meldert, compositore e organista fiammingo
- 1612 - Anna Caterina del Brandeburgo, sovrana danese (n. 1575)
- 1613 - Giovanni Finetti, avvocato e giurista italiano (n. 1529)
- 1618 - Antonio Carracci, pittore italiano
- 1619 - Jagat Gosain, principessa indiana (n. 1573)
- 1620 - Angelo Rocca, umanista, bibliotecario e vescovo cattolico italiano (n. 1545)
- 1634 - Giovanni Srofenaur, trombettista italiano (n. 1580)
- 1643 - William Feilding, I conte di Denbigh, politico e ufficiale inglese (n. 1587)
- 1652 - Angelo Caroselli, pittore italiano (n. 1585)
- 1667 - John Booker, astrologo inglese (n. 1601)
- 1676 - Claudia Felicita d'Austria, sovrana (n. 1653)
- 1677 - Carlo Ludovico Clerici, II marchese di Cavenago, nobile e politico italiano (n. 1615)
- 1684 - Payo Enríquez de Rivera, arcivescovo cattolico spagnolo (n. 1622)
- 1685 - Girolamo Gastaldi, cardinale e arcivescovo cattolico italiano (n. 1616)
- 1689 - Diana Grey, nobildonna inglese (n. 1625)
- 1697 - Niels Juel, ammiraglio danese (n. 1629)

## XVIII secolo(26)
- 1701 - Antonio Petrini, architetto italiano
- 1703 - Domenico Piola, pittore italiano (n. 1627)
- 1704 - Hiob Ludolf, orientalista tedesco (n. 1624)
- 1704 - Henry Sidney, I conte di Romney, nobile e politico inglese (n. 1641)
- 1708 - Francesco Nerli il Giovane, cardinale e arcivescovo cattolico italiano (n. 1636)
- 1721 - Mary Read, pirata britannica (n. 1685)
- 1727 - Nicola Salzillo, scultore italiano (n. 1672)
- 1730 - Marie Morin, scrittrice, storica e monaca cristiana canadese (n. 1649)
- 1731 - Leonardo Julio Capuz, scultore spagnolo (n. 1660)
- 1734 - Enrichetta Carlotta di Nassau-Idstein, nobildonna tedesca (n. 1693)
- 1735 - Francesco II Rákóczi, militare, condottiero e patriota ungherese (n. 1676)
- 1746 - Álvaro de Abranches e Noronha, vescovo cattolico portoghese (n. 1661)
- 1754 - Rizzardo Carboni, scultore, intagliatore e ebanista italiano (n. 1684)
- 1754 - José de Carvajal y Lancaster, politico spagnolo (n. 1698)
- 1757 - Johann Jakob Schmauss, storico e giurista tedesco (n. 1690)
- 1758 - Giovanna Battista Solimani, religiosa italiana (n. 1688)
- 1758 - Luisa Anna di Borbone-Condé, nobile francese (n. 1695)
- 1763 - Koca Mehmed Ragıp Pascià, politico ottomano (n. 1698)
- 1770 - Jean-François de Surville, esploratore e marinaio francese (n. 1717)
- 1772 - Jean-Baptiste Baillon de Fontenay, orologiaio francese (n. 1702)
- 1778 - Pieter Teyler van der Hulst, mercante, banchiere e mecenate olandese (n. 1702)
- 1783 - Carolina Luisa d'Assia-Darmstadt, principessa (n. 1723)
- 1788 - Gennaro Boltri, pittore e miniaturista italiano (n. 1730)
- 1794 - Benjamin Brain, pugile inglese (n. 1753)
- 1797 - Salvatore Ventimiglia, arcivescovo cattolico italiano (n. 1721)
- 1800 - Andrea Gioannetti, cardinale e arcivescovo cattolico italiano (n. 1722)

## XIX secolo(64)
- 1804 - Agustín Ayestarán Landa, vescovo cattolico spagnolo (n. 1738)
- 1810 - Venanzio Rauzzini, cantante castrato e compositore italiano (n. 1746)
- 1812 - Carlo Taglioni, ballerino e coreografo italiano
- 1814 - Giacinto della Torre, arcivescovo cattolico italiano (n. 1747)
- 1815 - Jakub Jan Ryba, compositore e insegnante ceco (n. 1765)
- 1816 - Giulia Billiart, religiosa francese (n. 1751)
- 1818 - Konrad Langenegger, carpentiere svizzero (n. 1749)
- 1820 - Giovanni Colbran, violinista spagnolo (n. 1751)
- 1822 - Juan de la Cruz Mourgeón, generale spagnolo
- 1826 - Maria Cunegonda di Sassonia, principessa sassone (n. 1740)
- 1826 - Giulio Mastrilli, politico italiano (n. 1773)
- 1831 - Domenico Aspari, pittore e incisore italiano (n. 1745)
- 1832 - Otto Henrik Nordenskiöld, ammiraglio svedese (n. 1747)
- 1833 - Raffaello Morghen, incisore italiano (n. 1758)
- 1835 - Wilhelm von Humboldt, linguista, diplomatico e filosofo tedesco (n. 1767)
- 1839 - Maria Maddalena Frescobaldi, nobile italiana (n. 1771)
- 1843 - John Hope, V conte di Hopetoun, nobile scozzese (n. 1803)
- 1846 - Augusta von Fersen, nobildonna svedese (n. 1754)
- 1848 - Johann Ludwig Adam, pianista e compositore francese (n. 1758)
- 1848 - Gaetano Donizetti, compositore italiano (n. 1797)
- 1848 - Agostino Timoleone di Cossé-Brissac, politico francese (n. 1775)
- 1849 - Otto von Wolframsdorf, architetto tedesco (n. 1803)
- 1853 - Agostino Cottolengo, pittore italiano (n. 1794)
- 1853 - Giuseppe Rapisardi, pittore italiano (n. 1799)
- 1854 - Francesco Paternò Castello, nobile, politico e filantropo italiano (n. 1786)
- 1858 - Giovanni Emanuele Bidera, poeta e drammaturgo italiano (n. 1784)
- 1858 - Anton Diabelli, compositore, pianista e editore musicale austriaco (n. 1781)
- 1860 - Charles-Prosper Dieu, generale francese (n. 1813)
- 1860 - Félix Dujardin, zoologo e botanico francese (n. 1801)
- 1860 - István Széchenyi, politico, scrittore e nobile ungherese (n. 1791)
- 1861 - Elisha Otis, inventore e imprenditore statunitense (n. 1811)
- 1862 - Antonio Boggia, serial killer italiano (n. 1799)
- 1862 - Antoine Simon Durrieu, generale e politico francese (n. 1775)
- 1864 - Alexandre Beauprêtre, militare francese (n. 1819)
- 1864 - Attilio Mori, patriota italiano (n. 1810)
- 1867 - Dimitrios Kallergis, generale e politico greco (n. 1803)
- 1867 - Emil Adolf Rossmässler, naturalista e politico tedesco (n. 1806)
- 1870 - Charles Auguste de Bériot, violinista e compositore belga (n. 1802)
- 1874 - Michele Zannotti, matematico italiano (n. 1803)
- 1878 - Eugène Belgrand, ingegnere francese (n. 1810)
- 1878 - Henrietta Treffz, mezzosoprano austriaca (n. 1818)
- 1879 - Asa Fitch, entomologo statunitense (n. 1809)
- 1879 - Antonio Panizzi, patriota, bibliotecario e bibliografo italiano (n. 1797)
- 1879 - Nikolaj Ivanovič Zaremba, docente e compositore russo (n. 1821)
- 1882 - Jules Quicherat, storico francese (n. 1814)
- 1882 - Jacques Reclus, politico francese (n. 1796)
- 1885 - Constantin Alexandru Rosetti, scrittore, giornalista e politico romeno (n. 1816)
- 1885 - Susanna Moodie, scrittrice britannica (n. 1803)
- 1886 - Frances Polidori, educatrice e modella britannica (n. 1800)
- 1886 - Aleksej Kondrat'evič Savrasov, pittore russo (n. 1830)
- 1889 - Jean-Baptiste Arban, trombettista e compositore francese (n. 1825)
- 1890 - Edward Lloyd, editore, imprenditore e inventore britannico (n. 1815)
- 1890 - Junius Spencer Morgan, banchiere statunitense (n. 1813)
- 1891 - Almerico Cristin, veterinario italiano (n. 1823)
- 1891 - Jules Jean-Baptiste Dehaussy, pittore francese (n. 1812)
- 1891 - Federico Nedbal, generale e funzionario boemo (n. 1825)
- 1893 - Anna Bilińska-Bohdanowicz, pittrice polacca (n. 1854)
- 1893 - Felix Esquirou de Parieu, giurista francese (n. 1815)
- 1894 - Alexis Gaudin, fotografo francese (n. 1816)
- 1894 - Gustav Overbeck, diplomatico e avventuriero tedesco (n. 1830)
- 1895 - Francesco Ragusa, vescovo cattolico italiano (n. 1819)
- 1897 - Heinrich von Stephan, funzionario e politico tedesco (n. 1831)
- 1897 - Vittore Benedetto Antonio Trevisan, botanico e naturalista italiano (n. 1818)
- 1898 - Georg Bühler, indologo tedesco (n. 1837)

## XX secolo(245)
- 1901 - Giulio Bizzozero, ematologo, patologo e politico italiano (n. 1846)
- 1902 - John Wodehouse, I conte di Kimberley, nobile e politico inglese (n. 1826)
- 1903 - Henry Van Brunt, architetto statunitense (n. 1832)
- 1905 - Giuseppe Gerbaix de Sonnaz, politico italiano (n. 1828)
- 1905 - Sarah Elisabeth Goode, inventrice statunitense (n. 1855)
- 1905 - Josip Juraj Strossmayer, vescovo cattolico croato (n. 1815)
- 1906 - Giovanni Beltrame, presbitero, missionario e esploratore italiano (n. 1824)
- 1909 - Venceslaus Ulricus Hammershaimb, pastore protestante faroese (n. 1819)
- 1909 - Helena Modjeska, attrice polacca (n. 1840)
- 1910 - Georges de la Falaise, schermidore francese (n. 1866)
- 1910 - Periklīs Giannopoulos, poeta, traduttore e saggista greco (n. 1869)
- 1910 - Marko Kropyvnyc'kyj, scrittore, drammaturgo e regista teatrale ucraino (n. 1840)
- 1911 - Aristide Bari, sindacalista italiano (n. 1858)
- 1911 - Vasilij Vasil'evič Novickij, politico russo (n. 1863)
- 1915 - Cesare Fedele Abbati, francescano e vescovo cattolico italiano (n. 1820)
- 1915 - John Robert Hanna, fotografo neozelandese
- 1915 - Louis Pergaud, scrittore e poeta francese (n. 1882)
- 1916 - Fredrik Idestam, ingegnere e imprenditore finlandese (n. 1838)
- 1917 - Wilhelm Frankl, militare e aviatore tedesco (n. 1893)
- 1917 - Richard Olney, politico statunitense (n. 1835)
- 1917 - Antonietta Pozzoni Anastasi, soprano italiano (n. 1847)
- 1918 - Dario Querci, pittore italiano (n. 1831)
- 1919 - Loránd Eötvös, fisico ungherese (n. 1848)
- 1919 - Frank Winfield Woolworth, imprenditore statunitense (n. 1852)
- 1919 - Karl Załuski von Zaluskie, diplomatico, orientalista e linguista polacco (n. 1834)
- 1920 - John Brashear, astronomo statunitense (n. 1840)
- 1920 - Charles Griffes, compositore statunitense (n. 1884)
- 1921 - Pietro Berruti, vescovo cattolico italiano (n. 1840)
- 1921 - Oskar Eckenstein, alpinista, scrittore e esploratore inglese (n. 1859)
- 1921 - Ernst von Possart, attore, direttore teatrale e regista tedesco (n. 1841)
- 1922 - Nevill Cobbold, calciatore inglese (n. 1863)
- 1922 - Erich von Falkenhayn, generale tedesco (n. 1861)
- 1923 - Federico Pesadori, poeta italiano (n. 1849)
- 1924 - Fiorenzo Bava Beccaris, generale italiano (n. 1831)
- 1925 - Emma Curtis Hopkins, teologa e scrittrice statunitense (n. 1849)
- 1925 - Karl von Pflanzer-Baltin, generale austro-ungarico (n. 1855)
- 1925 - Mohammad Ali Shah Qajar, persiano (n. 1872)
- 1927 - Marco Cassin, banchiere, imprenditore e politico italiano (n. 1859)
- 1927 - Max Hofmeier, ginecologo tedesco (n. 1854)
- 1928 - Gaetano Azzolini, basso italiano (n. 1876)
- 1928 - Madeleine Lemaire, pittrice francese (n. 1845)
- 1931 - Lázaro Chacón González, politico e generale guatemalteco (n. 1873)
- 1931 - Erik Axel Karlfeldt, poeta svedese (n. 1864)
- 1931 - Gianforte Suardi, imprenditore e politico italiano (n. 1854)
- 1932 - Attilio Longoni, pioniere dell'aviazione, giornalista e politico italiano (n. 1885)
- 1932 - Andreas Michelsen, ammiraglio tedesco (n. 1869)
- 1934 - Władysław Skoczylas, pittore, incisore e scultore polacco (n. 1883)
- 1935 - Edwin Cannan, economista inglese (n. 1861)
- 1935 - Alfred Rahlfs, biblista e filologo tedesco (n. 1865)
- 1936 - Robert Bárány, medico austriaco (n. 1876)
- 1936 - Conrad Böcker, ginnasta tedesco (n. 1870)
- 1936 - Božena Benešová, scrittrice, poetessa e drammaturga ceca (n. 1873)
- 1936 - Pierre Dumont, pittore francese (n. 1884)
- 1936 - Lodovico Menicucci, militare italiano (n. 1907)
- 1938 - Johann Jakob Früh, geografo svizzero (n. 1852)
- 1938 - Giuseppe Moles, militare italiano (n. 1911)
- 1938 - Salvatore Moriconi, militare italiano (n. 1914)
- 1938 - George Mountbatten, nobile inglese (n. 1892)
- 1938 - Giovanni Torlonia, nobile e politico italiano (n. 1873)
- 1939 - Ricardo de Baños, regista, fotografo e produttore cinematografico spagnolo (n. 1882)
- 1939 - Riccardo Bombig, militare italiano (n. 1913)
- 1939 - Giuseppe Castellucci, architetto italiano (n. 1863)
- 1939 - Francesco Sartorelli, pittore italiano (n. 1856)
- 1939 - Artëm Vesëlyj, scrittore russo (n. 1899)
- 1940 - Gerard Broadmead Roope, militare inglese (n. 1905)
- 1941 - Giuseppe Cantafio, militare italiano (n. 1920)
- 1941 - Marcel Prévost, scrittore, drammaturgo e giornalista francese (n. 1862)
- 1941 - George Simond, tennista britannico (n. 1867)
- 1942 - Arthur Housman, attore statunitense (n. 1889)
- 1942 - Alfred Mombert, poeta, scrittore e drammaturgo tedesco (n. 1872)
- 1942 - Manlio Pastorini, ginnasta italiano (n. 1879)
- 1942 - Giovanni Scarabelli, scultore e pittore italiano (n. 1874)
- 1943 - Harry Baur, attore francese (n. 1880)
- 1943 - Itamar Ben Avi, giornalista, editore e esperantista israeliano (n. 1882)
- 1943 - Horacio Gramajo, bobbista argentino (n. 1900)
- 1943 - Kiyotsugu Hirayama, astronomo giapponese (n. 1874)
- 1943 - Richard Sears, tennista statunitense (n. 1861)
- 1944 - Emilio Casalini, partigiano italiano (n. 1920)
- 1944 - Bruno Lüdke, tedesco (n. 1908)
- 1945 - Ubaldo Barbieri, matematico italiano (n. 1874)
- 1945 - Karl Löwrick, generale tedesco (n. 1894)
- 1945 - Nino Ricciardi, militare e partigiano italiano (n. 1921)
- 1945 - Melitta Schenk Gräfin von Stauffenberg, aviatrice e ingegnere tedesca (n. 1903)
- 1945 - Giorgio Susani, partigiano italiano (n. 1924)
- 1945 - Lizzi Waldmüller, cantante e attrice austriaca (n. 1904)
- 1945 - Josef Weinheber, poeta austriaco (n. 1892)
- 1945 - Hans von Dohnanyi, giurista tedesco (n. 1902)
- 1946 - Luigi Faure, combinatista nordico, saltatore con gli sci e fondista italiano (n. 1898)
- 1946 - Ye Ting, generale cinese (n. 1896)
- 1947 - Pericle Cardinali, magistrato e politico italiano (n. 1877)
- 1947 - Olaf Frydenlund, tiratore a segno norvegese (n. 1862)
- 1948 - Charles du Paty de Clam, militare francese (n. 1895)
- 1948 - Abd al-Qadir al-Husayni, militare palestinese (n. 1907)
- 1949 - Kathy Fiscus, statunitense (n. 1945)
- 1950 - Albert Ehrenstein, scrittore, poeta e critico letterario austriaco (n. 1886)
- 1950 - Arnoldo Frigessi di Rattalma, dirigente d'azienda italiano (n. 1881)
- 1950 - Teresita González Quevedo, religiosa spagnola (n. 1930)
- 1950 - Vaclav Fomič Nižinskij, ballerino e coreografo russo (n. 1889)
- 1950 - Ernst Wide, mezzofondista svedese (n. 1888)
- 1950 - Uberto di Prussia, principe tedesco (n. 1909)
- 1951 - Ferdinand Quénisset, astronomo francese (n. 1872)
- 1952 - Fred Malatesta, attore statunitense (n. 1889)
- 1953 - Ivan Nikolaevič Abramov, micologo e agronomo sovietico (n. 1884)
- 1955 - Enrica von Handel-Mazzetti, scrittrice e poetessa austriaca (n. 1871)
- 1955 - Jane Vieu, compositrice francese (n. 1871)
- 1956 - Girolamo Gatti, patologo e politico italiano (n. 1866)
- 1957 - Dorothy Sebastian, attrice statunitense (n. 1903)
- 1957 - Pedro Segura y Sáenz, cardinale e arcivescovo cattolico spagnolo (n. 1880)
- 1957 - Sten Selander, scrittore, botanico e biologo svedese (n. 1891)
- 1958 - Victor Gibson, allenatore di calcio e calciatore inglese (n. 1888)
- 1958 - George Jean Nathan, critico teatrale statunitense (n. 1882)
- 1959 - Mario de Bernardi, aviatore e militare italiano (n. 1893)
- 1959 - Paul-Louis Couchoud, filosofo, medico e scrittore francese (n. 1879)
- 1959 - Takahama Kyoshi, poeta, critico letterario e scrittore giapponese (n. 1874)
- 1960 - Umberto Pistoia, politico italiano (n. 1884)
- 1961 - Maria Annunziata d'Asburgo-Lorena, nobile (n. 1876)
- 1962 - Juan Belmonte, torero spagnolo (n. 1892)
- 1962 - Lili Marberg, attrice tedesca (n. 1876)
- 1962 - René Rottenfluc, lottatore francese (n. 1900)
- 1963 - Franco Rodolfo Savorgnan, statistico italiano (n. 1879)
- 1964 - Salvatore Russo, vescovo cattolico italiano (n. 1885)
- 1965 - Erik Blomberg, poeta, scrittore e critico letterario svedese (n. 1894)
- 1965 - Lars Hanson, attore svedese (n. 1886)
- 1965 - Tommaso Tonello, politico e antifascista italiano (n. 1873)
- 1966 - Felicjan Kępiński, astronomo polacco (n. 1885)
- 1967 - Giuseppe Beratto, politico italiano (n. 1898)
- 1968 - Harold Delos Babcock, astronomo statunitense (n. 1882)
- 1968 - Astrid Cleve, botanica, chimica e geologa svedese (n. 1875)
- 1968 - Dorothy Holman, tennista britannica (n. 1883)
- 1968 - Ernst Wilhelm Nay, pittore tedesco (n. 1902)
- 1968 - Lee Robbins, cestista statunitense (n. 1922)
- 1969 - Zinaida Aksent'eva, astronoma sovietica (n. 1900)
- 1969 - Jean Bastien, calciatore e allenatore di calcio francese (n. 1915)
- 1970 - Felice di Borbone-Parma, principe spagnolo (n. 1893)
- 1970 - Charles D. Hall, scenografo britannico (n. 1888)
- 1970 - Hilde Lion, sociologa e educatrice tedesca (n. 1893)
- 1970 - Richard Neill, attore statunitense (n. 1875)
- 1971 - Mario Cingolani, politico italiano (n. 1883)
- 1971 - Anna Dinella, pittrice e attivista italiana
- 1971 - Ugo Guandalini, editore e scrittore italiano (n. 1905)
- 1971 - Armand Massard, schermidore francese (n. 1884)
- 1971 - Fritz von Opel, ingegnere, aviatore e progettista tedesco (n. 1899)
- 1971 - Martin Reissmann, calciatore tedesco (n. 1900)
- 1972 - Sherwin Badger, pattinatore artistico su ghiaccio statunitense (n. 1901)
- 1973 - Angelo Dellacasa, calciatore italiano (n. 1896)
- 1973 - Pablo Picasso, pittore e scultore spagnolo (n. 1881)
- 1973 - Raja Jemaah, sovrana malese (n. 1900)
- 1973 - Viktor de Kowa, attore, regista e cantante tedesco (n. 1904)
- 1974 - K.A.C. Creswell, storico dell'arte britannico (n. 1879)
- 1974 - Harry L. Fraser, regista statunitense (n. 1889)
- 1974 - James Charles McGuigan, cardinale e arcivescovo cattolico canadese (n. 1894)
- 1974 - Ferruccio Novo, imprenditore, dirigente sportivo e calciatore italiano (n. 1897)
- 1974 - Robert Youngson, regista e produttore cinematografico statunitense (n. 1917)
- 1975 - Henk Lakeman, ciclista su strada e pistard olandese (n. 1922)
- 1975 - Joseph Laniel, politico francese (n. 1889)
- 1975 - Antonio Marasco, pittore, scultore e scrittore italiano (n. 1896)
- 1975 - Dino Tonini, ingegnere italiano (n. 1905)
- 1976 - Giuseppe Brotzu, medico, farmacologo e politico italiano (n. 1895)
- 1976 - Donald Byrne, scacchista statunitense (n. 1930)
- 1976 - Berardo Frisoni, calciatore italiano (n. 1904)
- 1976 - Justin McCarthy, hockeista su ghiaccio statunitense (n. 1899)
- 1977 - Hermann Fränkel, filologo classico tedesco (n. 1888)
- 1977 - Dezső Gencsy, calciatore e allenatore di calcio ungherese (n. 1897)
- 1977 - Hans Pulver, allenatore di calcio e calciatore svizzero (n. 1902)
- 1977 - Philibert Smellinckx, calciatore belga (n. 1911)
- 1977 - Stefanija Ivanivna Turkevyč-Lukijanovyč, compositrice, pianista e musicologa ucraina (n. 1898)
- 1978 - Ford Frick, giornalista e dirigente sportivo statunitense (n. 1894)
- 1978 - Gaston Leval, anarchico francese (n. 1895)
- 1978 - Kurt Voß, calciatore tedesco (n. 1900)
- 1979 - Eric Dodds, filologo classico, antropologo e grecista irlandese (n. 1893)
- 1979 - Breece D'J Pancake, scrittore statunitense (n. 1952)
- 1979 - Josef Stangl, vescovo cattolico tedesco (n. 1907)
- 1980 - Varvàra Dolgorouki, scrittrice russa (n. 1885)
- 1980 - Teddy Kriegk, allenatore di pallacanestro francese (n. 1895)
- 1980 - Vincenzo Pinton, schermidore italiano (n. 1914)
- 1980 - Guido Puccio, giornalista, anglista e scrittore italiano (n. 1894)
- 1981 - Alberto Bandini Buti, ingegnere e giornalista italiano (n. 1927)
- 1981 - Omar Bradley, generale statunitense (n. 1893)
- 1981 - Ruggero Cini, compositore, arrangiatore e direttore d'orchestra italiano (n. 1933)
- 1981 - Max Niehaus, scrittore tedesco (n. 1888)
- 1981 - Edward Russell, II Barone di Liverpool, giudice, storico e scrittore britannico (n. 1895)
- 1981 - Börje Tapper, calciatore svedese (n. 1922)
- 1981 - Friedrich Vordemberge, pittore tedesco (n. 1897)
- 1982 - José Abraham Martínez Betancourt, vescovo cattolico messicano (n. 1903)
- 1982 - Romano Pascutto, poeta e partigiano italiano (n. 1909)
- 1982 - Katherine Rawls, nuotatrice e tuffatrice statunitense (n. 1918)
- 1982 - Burt Shevelove, drammaturgo, librettista e regista teatrale statunitense (n. 1915)
- 1983 - Gaetano Lanfranchi, imprenditore e bobbista italiano (n. 1901)
- 1984 - Pëtr Leonidovič Kapica, fisico sovietico (n. 1894)
- 1984 - Dudey Moore, cestista e allenatore di pallacanestro statunitense (n. 1910)
- 1984 - Ioannis Paraskevopoulos, politico e banchiere greco (n. 1900)
- 1985 - Francesco Alunni Pierucci, sindacalista, partigiano e politico italiano (n. 1902)
- 1985 - J. Fred Coots, compositore statunitense (n. 1897)
- 1985 - Eugen König, generale tedesco (n. 1896)
- 1985 - David McDowell, editore statunitense (n. 1918)
- 1986 - Robert du Mesnil du Buisson, storico, archeologo e militare francese (n. 1895)
- 1986 - Yukiko Okada, cantante giapponese (n. 1967)
- 1986 - Marcello Polesel, allenatore di calcio e calciatore italiano (n. 1910)
- 1987 - Tommy Abbott, ballerino, coreografo e attore statunitense (n. 1934)
- 1987 - Kevin McNamara, arcivescovo cattolico irlandese (n. 1926)
- 1989 - Albert Bormann, politico e funzionario tedesco (n. 1902)
- 1989 - Mario Chiari, scenografo, costumista e sceneggiatore italiano (n. 1909)
- 1989 - Horia Demian, cestista rumeno (n. 1942)
- 1989 - Mario Faraoni, pittore e scultore italiano (n. 1914)
- 1989 - Rodolfo Pallucchini, storico dell'arte e funzionario italiano (n. 1908)
- 1989 - John Wyer, ingegnere inglese (n. 1909)
- 1990 - Jose De Vega, attore statunitense (n. 1934)
- 1990 - Luigi Ferrero, calciatore italiano (n. 1941)
- 1990 - Giovanni Gennari, calciatore italiano (n. 1921)
- 1990 - Marcello Guida, poliziotto italiano (n. 1913)
- 1990 - Hans Korte, militare tedesco (n. 1899)
- 1990 - Jean Orieux, scrittore francese (n. 1907)
- 1990 - Eugenio Peggio, politico, giornalista e economista italiano (n. 1929)
- 1990 - Ryan White, statunitense (n. 1971)
- 1991 - Dead, cantautore svedese (n. 1969)
- 1991 - Emmanuel Mwape, calciatore zambiano (n. 1950)
- 1992 - Daniel Bovet, biochimico e esperantista svizzero (n. 1907)
- 1992 - Roberto Curcio, pentatleta italiano (n. 1912)
- 1992 - Henry Kremer, imprenditore britannico (n. 1907)
- 1993 - Marian Anderson, contralto statunitense (n. 1897)
- 1993 - Mario Iacovitti, militare italiano (n. 1921)
- 1993 - Tichon Nikolaevič Kulikovskij, principe russo (n. 1917)
- 1993 - Aleksej Aleksandrovič Saltykov, regista sovietico (n. 1934)
- 1994 - Ernst Lörtscher, calciatore svizzero (n. 1913)
- 1994 - Dada Vujasinović, giornalista serba (n. 1964)
- 1994 - Åke Anders Edvard Wallenquist, astronomo svedese (n. 1904)
- 1995 - Edda Ciano, italiana (n. 1910)
- 1995 - Andrej Očenáš, compositore slovacco (n. 1911)
- 1996 - Marcel Capelle, calciatore francese (n. 1904)
- 1996 - Ben Johnson, attore statunitense (n. 1918)
- 1996 - León Klimovsky, regista cinematografico, sceneggiatore e attore argentino (n. 1906)
- 1996 - Petko Sirakov, lottatore bulgaro (n. 1929)
- 1996 - Agron Sulaj, allenatore di calcio e calciatore albanese (n. 1952)
- 1996 - José Valdivieso, calciatore e allenatore di calcio argentino (n. 1921)
- 1997 - Tommaso Corallo, arbitro di calcio italiano (n. 1910)
- 1997 - Charles Hayes, sindacalista e politico statunitense (n. 1918)
- 1997 - Laura Nyro, cantautrice, compositrice e pianista statunitense (n. 1947)
- 1998 - Anatole Dauman, produttore cinematografico francese (n. 1925)
- 1998 - Roberto Guiducci, urbanista, sociologo e ingegnere italiano (n. 1923)
- 1998 - René Pellos, fumettista francese (n. 1900)
- 1999 - Vladimír Hönig, calciatore cecoslovacco (n. 1921)
- 1999 - Fritz Tegtmeier, aviatore tedesco (n. 1917)
- 2000 - Bruno Gremese, calciatore italiano (n. 1927)
- 2000 - František Šťastný, pilota motociclistico cecoslovacco (n. 1927)
- 2000 - Claire Trevor, attrice statunitense (n. 1910)

## XXI secolo(154)
- 2001 - Frank Annunzio, politico statunitense (n. 1915)
- 2001 - Vladyslav Kryščyšyn, sollevatore sovietico (n. 1946)
- 2001 - Nello Lauredi, ciclista su strada italiano (n. 1924)
- 2001 - Bob Sohl, nuotatore statunitense (n. 1928)
- 2001 - Van Stephenson, cantante e chitarrista statunitense (n. 1953)
- 2002 - Nigel Bagnall, generale britannico (n. 1927)
- 2002 - Alessio Falanga, presbitero e francescano italiano (n. 1940)
- 2002 - María Félix, attrice messicana (n. 1914)
- 2002 - Saeed Hanaei, serial killer iraniano (n. 1962)
- 2002 - Giacomo Mancini, politico italiano (n. 1916)
- 2002 - Josef Svoboda, scenografo e regista teatrale ceco (n. 1920)
- 2002 - Laurel Rose Willson, scrittrice statunitense (n. 1941)
- 2003 - Kathie Browne, attrice statunitense (n. 1929)
- 2003 - Vera Charitonova, cestista e allenatrice di pallacanestro sovietica (n. 1923)
- 2003 - José Couso, giornalista spagnolo (n. 1965)
- 2003 - Dee Gibson, cestista statunitense (n. 1923)
- 2003 - Franz Rosenthal, orientalista tedesco (n. 1914)
- 2003 - Bing Russell, attore e giocatore di baseball statunitense (n. 1926)
- 2004 - Laércio Wilson Barbalho, politico brasiliano (n. 1918)
- 2004 - Fred Olivi, militare statunitense (n. 1922)
- 2005 - Giuseppe Ajmone, pittore italiano (n. 1923)
- 2005 - Maurice Lafont, allenatore di calcio e calciatore francese (n. 1927)
- 2005 - Yoshitarō Nomura, regista giapponese (n. 1919)
- 2005 - Onna White, coreografa e ballerina canadese (n. 1922)
- 2005 - Nevio Zeccara, fumettista italiano (n. 1924)
- 2006 - Sven Axbom, calciatore svedese (n. 1926)
- 2006 - Germano Facetti, designer italiano (n. 1926)
- 2006 - Giorgio Girol, calciatore italiano (n. 1947)
- 2006 - Volodymyr Levčenko, calciatore sovietico (n. 1944)
- 2006 - Richard Pearlman, regista teatrale e direttore artistico statunitense (n. 1937)
- 2006 - Gerard Reve, scrittore olandese (n. 1923)
- 2006 - Valentine Telegdi, fisico ungherese (n. 1922)
- 2007 - Sol LeWitt, artista statunitense (n. 1928)
- 2007 - Christiane Nielsen, attrice tedesca (n. 1936)
- 2007 - Alberto Perrini, drammaturgo e critico teatrale italiano (n. 1919)
- 2008 - Cedella Booker, cantautrice e scrittrice giamaicana (n. 1926)
- 2008 - Lucio De Caro, regista, sceneggiatore e giornalista italiano (n. 1922)
- 2008 - Graham Higman, matematico britannico (n. 1917)
- 2008 - Stanley Kamel, attore statunitense (n. 1943)
- 2008 - Jindřich Kinský, cestista cecoslovacco (n. 1927)
- 2008 - Vittorio Martinelli, storico del cinema e critico cinematografico italiano (n. 1926)
- 2008 - Kunio Ogawa, scrittore giapponese (n. 1927)
- 2008 - Nadežda Rumjanceva, attrice sovietica (n. 1930)
- 2008 - Kazuo Shiraga, artista giapponese (n. 1924)
- 2008 - Kees Wijdekop, canoista olandese (n. 1914)
- 2009 - Jane Bryan, attrice statunitense (n. 1918)
- 2009 - Henri Meschonnic, poeta francese (n. 1932)
- 2009 - Piotr Morawski, alpinista polacco (n. 1976)
- 2010 - Antony Flew, filosofo britannico (n. 1923)
- 2010 - Aladár Kovácsi, pentatleta ungherese (n. 1932)
- 2010 - Malcolm McLaren, produttore discografico e cantante britannico (n. 1946)
- 2010 - Abel Muzorewa, politico zimbabwese (n. 1925)
- 2010 - Jean-Paul Proust, politico e funzionario francese (n. 1940)
- 2010 - Teddy Scholten, cantante olandese (n. 1926)
- 2011 - Philip Luty, scrittore e attivista britannico (n. 1965)
- 2011 - Terry Saunders, attrice e cantante statunitense (n. 1923)
- 2011 - Vasilij Stepanov, sollevatore sovietico (n. 1927)
- 2011 - Craig Thomas, scrittore gallese (n. 1942)
- 2012 - Blair Kiel, giocatore di football americano statunitense (n. 1961)
- 2012 - Vojtěch Petr, cestista cecoslovacco (n. 1955)
- 2012 - Fabio Soldaini, calciatore italiano (n. 1931)
- 2012 - Jack Tramiel, superstite dell'Olocausto e imprenditore polacco (n. 1928)
- 2012 - Nell Truman, tennista britannica (n. 1945)
- 2013 - Eridano Bazzarelli, traduttore e slavista italiano (n. 1921)
- 2013 - Franco Biondi Santi, imprenditore italiano (n. 1922)
- 2013 - Richard Brooker, stuntman, regista e attore inglese (n. 1954)
- 2013 - Waldemar Esteves da Cunha, showman brasiliano (n. 1920)
- 2013 - Annette Funicello, attrice e cantante statunitense (n. 1942)
- 2013 - Francesca Molfino, psicoanalista italiana (n. 1941)
- 2013 - Sara Montiel, attrice e cantante spagnola (n. 1928)
- 2013 - José Luis Sampedro, scrittore e economista spagnolo (n. 1917)
- 2013 - Margaret Thatcher, politica britannica (n. 1925)
- 2013 - Yasuhiro Yamada, calciatore giapponese (n. 1968)
- 2013 - Olivier de Sarnez, politico francese (n. 1927)
- 2014 - Emmanuel III Delly, cardinale e patriarca cattolico iracheno (n. 1927)
- 2014 - Karlheinz Deschner, storico e saggista tedesco (n. 1924)
- 2014 - Ghiţă Licu, pallamanista rumeno (n. 1945)
- 2014 - Luigi Russo, attore, regista e sceneggiatore italiano (n. 1931)
- 2014 - Herbert Schoen, calciatore tedesco orientale (n. 1929)
- 2014 - The Ultimate Warrior, wrestler statunitense (n. 1959)
- 2014 - Adrianne Wadewitz, attivista e docente statunitense (n. 1977)
- 2015 - Giorgio Salvini, fisico e politico italiano (n. 1920)
- 2015 - Joel Shankle, ostacolista statunitense (n. 1933)
- 2015 - Lars Tunbjörk, fotografo svedese (n. 1956)
- 2015 - Jean-Claude Turcotte, cardinale e arcivescovo cattolico canadese (n. 1936)
- 2016 - Elizabeth Roemer, astronoma statunitense (n. 1929)
- 2016 - Erich Rudorffer, aviatore tedesco (n. 1917)
- 2017 - Alicia Appleman-Jurman, scrittrice e superstite dell'Olocausto polacca (n. 1930)
- 2017 - Fabrizia Baduel Glorioso, politica e sindacalista italiana (n. 1927)
- 2017 - Artan Cuku, poliziotto albanese (n. 1975)
- 2017 - Fishman, wrestler messicano (n. 1951)
- 2017 - Georgij Grečko, cosmonauta sovietico (n. 1931)
- 2017 - Malcolm Hastie, pallanuotista australiano (n. 1929)
- 2017 - Rita Orlandi Malaspina, soprano italiano (n. 1937)
- 2017 - Park Nam-ok, regista, attrice e sceneggiatrice sudcoreana (n. 1923)
- 2018 - Leila Abashidze, attrice, regista e scrittrice georgiana (n. 1929)
- 2018 - Antonio Del Guercio, storico dell'arte e critico d'arte italiano (n. 1923)
- 2018 - Michael Goolaerts, ciclista su strada belga (n. 1994)
- 2018 - Juraj Herz, regista slovacco (n. 1934)
- 2018 - Laura Laurencich Minelli, archeologa, scrittrice e antropologa italiana (n. 1932)
- 2018 - André Lerond, calciatore francese (n. 1930)
- 2018 - Chuck McCann, attore e doppiatore statunitense (n. 1934)
- 2018 - Bill Meyer, cestista statunitense (n. 1943)
- 2018 - John Miles, pilota automobilistico britannico (n. 1943)
- 2018 - Gunnar Persson, fumettista e disegnatore svedese (n. 1933)
- 2019 - Pietro Sgarlata, generale e dirigente sportivo italiano (n. 1937)
- 2020 - Aubrey Burl, archeologo britannico (n. 1926)
- 2020 - Robert Lynn Carroll, paleontologo statunitense (n. 1938)
- 2020 - Madeleine Fischer, attrice svizzera (n. 1935)
- 2020 - Carlo Giordana, attore italiano (n. 1945)
- 2020 - Miguel Jones, calciatore spagnolo (n. 1938)
- 2020 - Francesco La Rosa, calciatore italiano (n. 1926)
- 2020 - Lars-Eric Lundvall, hockeista su ghiaccio svedese (n. 1934)
- 2020 - Valeriu Muravschi, politico moldavo (n. 1949)
- 2020 - Norman Platnick, aracnologo statunitense (n. 1951)
- 2020 - Robert Poujade, politico, funzionario e insegnante francese (n. 1928)
- 2020 - Donato Sabia, mezzofondista e velocista italiano (n. 1963)
- 2020 - Linda Tripp, funzionaria statunitense (n. 1949)
- 2021 - Phillip Adams, giocatore di football americano statunitense (n. 1988)
- 2021 - Jovan Divjak, generale e scrittore jugoslavo (n. 1937)
- 2021 - Conn Findlay, canottiere e velista statunitense (n. 1930)
- 2021 - Diána Igaly, tiratrice a volo ungherese (n. 1965)
- 2021 - Ismael Ivo, danzatore e coreografo brasiliano (n. 1955)
- 2021 - Antal Kiss, marciatore ungherese (n. 1935)
- 2021 - Henning Köhler, pedagogista e educatore tedesco (n. 1951)
- 2021 - César Ramón Ortega Herrera, vescovo cattolico venezuelano (n. 1938)
- 2021 - Michele Pasinato, pallavolista e allenatore di pallavolo italiano (n. 1969)
- 2021 - Richard Rush, regista, produttore cinematografico e sceneggiatore statunitense (n. 1929)
- 2021 - Horst Trimhold, calciatore tedesco (n. 1941)
- 2022 - Alfio Angioli, rugbista a 15 italiano (n. 1932)
- 2022 - Uwe Bohm, attore tedesco (n. 1962)
- 2022 - Alberto Eva, scrittore italiano (n. 1940)
- 2022 - Stelio Fenzo, fumettista italiano (n. 1932)
- 2022 - Minori Matsushima, attrice e doppiatrice giapponese (n. 1940)
- 2022 - Mimi Reinhardt, austriaca (n. 1915)
- 2022 - Dušan Čkrebić, politico jugoslavo (n. 1927)
- 2023 - Peder Borgen, pastore protestante, teologo e storico delle religioni norvegese (n. 1928)
- 2023 - Giovanni Di Fonzo, politico italiano (n. 1948)
- 2023 - Enzo Di Martino, giornalista e critico d'arte italiano (n. 1938)
- 2023 - Michael Lerner, attore statunitense (n. 1941)
- 2023 - Kenneth McAlpine, pilota automobilistico britannico (n. 1920)
- 2024 - José Antonio Ardanza, politico spagnolo (n. 1941)
- 2024 - André Boniface, rugbista a 15 e allenatore di rugby a 15 francese (n. 1934)
- 2024 - Aleksej Catevič, ciclista su strada russo (n. 1989)
- 2024 - Jaak Gabriëls, politico belga (n. 1943)
- 2024 - Peter Higgs, fisico britannico (n. 1929)
- 2024 - Johnny Macknowski, cestista statunitense (n. 1923)
- 2024 - Victor Riley, giocatore di football americano statunitense (n. 1974)
- 2024 - Christiane Scrivener, politica francese (n. 1925)
- 2025 - Manga, calciatore brasiliano (n. 1937)
- 2025 - Enzo Flego, politico italiano (n. 1940)
- 2025 - Svetlana Ivanovna Gerasimenko, astronoma sovietica (n. 1945)
- 2025 - Nicky Katt, attore statunitense (n. 1970)
- 2025 - Pëtr Sunin, saltatore con gli sci sovietico (n. 1958)